# Los tonos mayores
Los tonos mayores (dt. etwa: „Die Dur-Töne“, internationaler Festivaltitel: The Major Tones) ist ein Spielfilm von Ingrid Pokropek aus dem Jahr 2023. Der Mysterystreifen handelt von einer Jugendlichen, die bemerkt, dass eine nach einem Unfall eingesetzte Metallplatte in ihrem Arm rätselhafte Morsebotschaften empfängt. Die Hauptrolle übernahm Sofía Clausen. Die argentinisch-spanische Koproduktion wurde im November 2023 beim Internationalen Filmfestival von Mar del Plata uraufgeführt. Die internationale Premiere erfolgt im Februar 2024 bei der 74. Berlinale.

## Handlung
Buenos Aires in der Gegenwart: Nach einem Unfall wird der 14-jährigen Ana eine Metallplatte in ihren linken Unterarm eingesetzt. In den Winterferien bemerkt das Mädchen plötzlich, dass das Implantat rätselhafte telegrafische Botschaften im Morsecode empfängt. Sie ist sich unsicher, ob die geheimnisvollen Töne aus ihrem Körper von einer außerirdischen Lebensform stammen, durch Radiowellen oder Herzrasen verursacht werden. Handelt es sich um Botschaften, die von jemandem gesendet werden und eine tiefere Bedeutung haben? Oder ist es nur Zufall oder rührt vom Fehler ihres behandelnden Arztes her? Mit Hilfe ihrer Freundin Lepa versucht Ana, der Sache auf den Grund zu gehen. Beide Mädchen machen sich daran, die Töne mit Hilfe von Klavierpartituren zu dechiffrieren. Auch wendet sich Ana an einen jugendlichen Morsecode-Fanatiker, den sie in einer Pizzeria trifft. Was steckt hinter dem Code, den sie und ihre Freunde als „La canción del latido“ (dt. etwa „das Herzschlag-Lied“) bezeichnen?

## Hintergrund
Los tonos mayores ist das Spielfilmdebüt der argentinischen Kurzfilmregisseurin, Produzentin, Drehbuchautorin und Dozentin Ingrid Pokropek. Die Hauptrolle der Ana übernahm Sofía Clausen, die damit ihr Filmdebüt gab.

## Veröffentlichung
Die Uraufführung von Los tonos mayores fand am 7. November 2023 beim argentinischen Festival Internacional de Cine de Mar del Plata statt. Dort hatte das Werk eine Einladung in den nationalen Spielfilmwettbewerb erhalten.
Die internationale Premiere erfolgte am 17. Februar 2024 bei den 74. Filmfestspielen Berlin in der Sektion Generation 14plus.

## Auszeichnungen
Im Rahmen seiner Aufnahme in den argentinischen Spielfilmwettbewerb des Festivals von Mar del Plata war Los tonos mayores automatisch für dessen Hauptpreis Premio Astor Piazzolla nominiert, der aber an das Migrationsdrama Kinra (Motherland) von Marco Panatonic ging. Die unabhängige Jury der Federación de Escuelas de Cine de América Latina (FEISAL) ließ Pokropeks Regiearbeit bei der Vergabe ihrer Auszeichnung für den besten Beitrag eines lateinamerikanischen Regisseurs bis 35 Jahre eine lobende Erwähnung zukommen, ebenfalls hinter Kinra.
Mit der Aufnahme ins Programm der Berlinale ist Los tonos mayores automatisch für den Gläsernen Bären für den Besten Film im Wettbewerb Generation 14plus sowie für den GWFF Preis Bester Erstlingsfilm nominiert.